# Christian Gálvez Núñez
Christian del Tránsito Gálvez Núñez (n. Machalí, Región de O'Higgins, 9 de diciembre de 1979) es un exfutbolista chileno. Jugaba como lateral, pero también realizaba labores como volante por las bandas. Ha jugado en 7 clubes nacionales desde su debut en O'Higgins, pasando después por Santiago Wanderers (en 2 ciclos), Palestino, Colo-Colo, Cobresal, Rangers, Curicó Unido y Magallanes.

## Clubes
| Club               | País  | Temporadas |
| ------------------ | ----- | ---------- |
| O'Higgins          | Chile | 1998-2001  |
| Santiago Wanderers | Chile | 2002-2003  |
| Palestino          | Chile | 2003       |
| Colo-Colo          | Chile | 2004       |
| Cobresal           | Chile | 2004-2005  |
| Santiago Wanderers | Chile | 2006-2007  |
| Rangers            | Chile | 2008-2010  |
| Curicó Unido       | Chile | 2011       |
| Magallanes         | Chile | 2012-2013  |